# Santa Cristina Gela
Santa Cristina Gela (en albanés: Sëndahstina) es una comuna italiana de la Provincia de Palermo, Sicilia. Su población alcanza los 927 habitantes.
La ciudad es conocida por su extensa comunidad arbëresh, que a diferencia de sus vecinos de Piana degli Albanesi, mantienen su fe en el rito de la Iglesia católica. Fue fundada a fines del siglo XVIII por un grupo de familias de granjeros provenientes de Piana degli Albanesi.
La ciudad tenía la Iglesia Católica Bizantina Ítalo-Albanesa, pero a la fin del siglo XIX un sacerdote qué se llamó "Papas Gaetano Arcoleo" cambió el rito al de la Iglesia católica. Sigue parte de la diocesa de Piana degli Albanesi, pero el sacerdote es siempre un Italo-Hablante, y no Albanófono.

Ubicación de la ciudad de Santa Cristina Gela dentro de la provincia de Palermo.

La zona es rica en vides y olivos.

## Evolución demográfica
| Gráfica de evolución demográfica de Santa Cristina Gela entre 1861 y 2007 |
|                                                                           |
| Fuente ISTAT - Elaboración gráfica por parte de Wikipedia                 |